# برت لاکسلی
برت لاکسلی (انگلیسی: Bert Loxley; ۳ فوریهٔ ۱۹۳۴ – ۹ اکتبر ۲۰۰۸) بازیکن فوتبال اهل بریتانیا بود.
از باشگاه‌هایی که در آن بازی کرده‌است می‌توان به باشگاه فوتبال لینکولن سیتی، باشگاه فوتبال منزفیلد تاون، و باشگاه فوتبال نوتس کانتی اشاره کرد.